# Michal Lučkaj
Michal Lučkaj, také uváděn jako Michael Lučkaj, Michael Lutskay nebo Mychayl Lučkaj, vlastním jménem Michal Pop (19. listopadu 1789 Velyki Lučky – 3. prosince 1843 Užhorod) byl řeckokatolický kněz, historik, autor rusínské mluvnice.

## Život
Narodil se v obci Velyki Lučky v rodině rolníka. Studoval na gymnáziích v Užhorodu a ve Velkém Varadínu. V letech 1812 až 1816 studoval na řeckokatolickém semináři ve Vídni. Jeho učiteli byli Josef Dobrovský a Jernej Kopitar. V roce 1816 byl vysvěcen na kněze, Později byl knězem ve své rodné vesnici, od roku 1818 byl biskupským knihovníkem a archivářem v Užhorodě, v letech 1828 až 1829 byl královským cenzorem v Budíně. V letech 1829 a 1830 byl v Lucce knězem vévody Karla Ludvíka Bourbonského. V roce 1831 se vrátil do Užhorodu. 

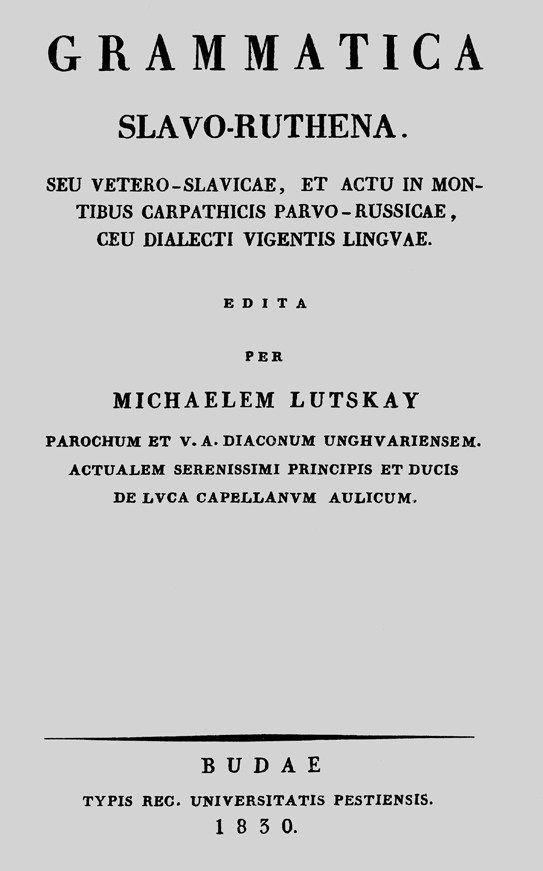
Titulní list rusínské gramatiky od M. Lučkaje

## Dílo
- Grammatica Slavo Ruthena: seu Vetero-Slavicae, actu in montibus Carpathicis Parvo-Russicae, seu dialecti vigentis linguae, Budín, 1830
- Cerkovnyja besidy na vsi nedeli roka na poťenije narodnoje, Budín, 1831
- Historia Carpato-Ruthenorum